# Нейман, Константин Августович
Константин Августович Нейман (28 января 1897 — 5 ноября 1937) — советский военачальник, комкор (1936).

## Биография
Латыш, до военной службы занимался письмоводством. Участник Первой мировой войны, в 1916 году окончил школу прапорщиков, прапорщик.
Вступил в РСДРП в 1917 году.
В РККА с 1918 года, в том же году стал членом ВКП(б). Во время гражданской войны первоначально служил заведующим Бутырским военным комиссариатом Москвы.
Затем командирован на Восточный фронт, где был назначен старшим адъютантом штаба Левобережной группы 5-й армии. С 22 августа 1918 года командовал 3-й отдельной бригадой Красных латышских стрелков в подчинении командующего 5-й армией РККА. Бригада отличилась в Белебейской, Уфимской и Челябинской операциях. Был награждён золотыми часами от ВЦИКа.
В ходе Петропавловской операции с отрядом, наспех организованным из обозников, пробился к 35-й стрелковой дивизии, находившейся в окружении, и 20 сентября 1919 года принял на себя командование. Организовав прорыв из окружения, развил наступление дивизии и к 29 октября вывел её к реке Ишим. Затем дивизия сходу переправилась через реку и первой ворвалась в Петропавловск, а подошедшие 26-я и 27-я дивизии помогли отстоять захваченный город. Затем командовал другими стрелковыми дивизиями: с 21 апреля 1920 года — Забайкальской, с 26 апреля 1920 года — 2-й Иркутской, а с середины мая 1920 года по август 1921 года — вновь 35-й, одновременно являясь её военкомом. 
Участвовал со своей дивизией в Монгольской операции, в ходе которой также был назначен командиром экспедиционного корпуса. В ходе операции были разбиты отряды барона Р. Ф. фон Унгерна и захвачен в плен сам барон.
В межвоенный период командовал: с 1921 года — 5-й стрелковой дивизией, с 1924 года — 4-м стрелковым корпусом, с 1928 года — 17-м стрелковым корпусом. Затем старший преподаватель Военной академии им. М. В. Фрунзе. В 1930—1934 годах состоял в резерве РВС СССР и занимал в это время посты с 1932 года — помощника начальника Военно-промышленного управления ВСНХ СССР, а с 1934 года — начальника Спецмаштреста НКТП СССР. В 1934 году переведён в резерв РККА и назначен начальником 8-го Главного управления НКТП СССР. 31 мая 1936 года присвоено звание комкора. В 1936—1937 годах — начальник 8-го Главного управления НКОП СССР.
Арестован 21 июля 1937 года. Приговорён ВКВС 5 ноября 1937 года к высшей мере наказания и расстрелян в тот же день. Реабилитирован 29 октября 1955 года.
Жена — Марианна Вениаминовна Нейман (1894 г.р.) в декабре 1937 года была осуждена как член семьи изменника Родины к восьми годам лагерей.

## Награды
- Орден Ленина (1936);
- 2 ордена Красного Знамени (13.10.1919[7], 12.10.1921[7])[8];
- Орден Драгоценного жезла 1-й степени (Монголия, 1921)[9].